# Causas del cáncer de próstata
Más del 80% de los cánceres que se originan en la próstata son adenocarcinomas, o sea que se originan en el epitelio glandular del órgano. Es el cáncer de mayor incidencia y prevalencia en occidente, y es muy infrecuente su aparición antes de los 50 años de edad. Muchos estudios epidemiológicos se han llevado a cabo con la intención de identificar factores etiológicos (causales) o factores predisponentes para el cáncer de próstata. La conclusión sobre la base de todos las investigaciones realizadas hasta la fecha, es que no existen datos concluyentes que indiquen que la dieta, la profesión, el nivel socioeconómico, los antecedentes de enfermedad infecciosa, las prácticas sexuales, el hábito corporal, el origen étnico o los estímulos hormonales, sean factores de riesgo significativos para favorecer la aparición de la enfermedad.
Conocida la dependencia androgénica, o sea la necesidad de testosterona del tumor para desarrollarse y crecer, cabría esperar que existieran diferencias en los niveles de hormonas sexuales entre hombres sanos y con cáncer de próstata, pero hasta el momento esto no ha sido demostrado.

## Incidencia y mortalidad
Durante varias décadas se aseguró que la incidencia de la enfermedad y la mortalidad a causa de la misma era significativamente mayor en hombres de raza negra que de raza blanca, dentro de los Estados Unidos. Pero en un extenso estudio realizado mediante autopsias demostró que la incidencia era similar, aunque probablemente por razones genéticas, el desarrollo y crecimiento de la enfermedad es más rápida en la población negra.
otro dato relevante es que la población masculina japonesa tiene una incidencia menor de cáncer de próstata que la norteamericana. pero que los varones japoneses que emigran a Estados Unidos de jóvenes y sus descendientes, presentan una incidencia clínica y una mortalidad similar al norteamericano nativo. Esto sugiere que la etiología del cáncer sería similar en todos los países del mundo, y que las diferencias clínicas y sus manifestaciones pueden estar influenciados por factores ambientales.

## Factores genéticos
Como toda enfermedad oncológica, el cáncer de próstata se desarrolla a partir de una serie de mutaciones que se van generando a lo largo de la vida en el ADN de las células del órgano comprometido, y que por algún motivo presenta mayor susceptibilidad a contraer una enfermedad tumoral. Algunas personas desarrollan ciertos tipos de cáncer porque heredan de sus padres mutaciones del ADN. Las investigaciones han descubierto que los cambios heredados del ADN en determinados genes provocan que algunos varones desarrollen cáncer de próstata con más probabilidad. Estos cambios genéticos pueden causar alrededor del 5 al 10% de los cánceres de próstata. Varios estudios de agregación familiar también han sugerido un papel relevante de los factores genéticos en el desarrollo del cáncer de próstata. Se ha documentado un riesgo de 2 a 3 veces mayor de contraer cáncer en hombres con familiar directo (padre, hermanos, tíos, etc.) que padezcan un cáncer de próstata clínico, especialmente si falleció por esa enfermedad o si fue padecido a edad temprana, o sea antes de los 70 años.
Los genes estudiados hasta ahora que presenta una importante tasa de mutaciones, y que podrían ser responsables de que algunas personas hereden la tendencia a desarrollar cáncer de próstata incluyen:
- HPC1: Abreviatura de Hereditary Prostate Cancer Gene 1, localizado en el cromosoma 1.
- HPC2: También conocido como ELAC2.
- HPCX: Lleva este nombre porque ha sido encontrado en el cromosoma X.
- CAPB: Llamado así porque está relacionado con Cáncer de Próstata y tumores cerebrales.
- BCL-2: Hay muchos cánceres de próstata que expresan este gen cuando se vuelven hormonorresistentes o independientes de los andrógenos.
- AMACR: De x-metilacil-CoA racemasa, que desencadena la producción de una proteína específica que se encuentra solamente en las células cancerígenas, que ayuda al organismo a metabolizar ciertos ácidos grasos.
- EZH2: Pertenece a una familia de llamados genes supresores de la transcripción, que evita que las células copien y realicen las instrucciones de otros genes. También pertenece a un grupo de genes que ayudan a las células a recordar su función específica al dividirse. Es mucho más activo en las células de un agresivo tumor de próstata que en un cáncer localizado o en tejido prostático sano por lo que podría ser un marcador que permitiera identificar qué pacientes se beneficiarían de una actitud expectante de los que hay que recurrir a un tratamiento radical como la prostatectomía o la radioterapia.

Las investigaciones de estos genes es todavía prematura, y las pruebas genéticas, todavía no están disponibles.
En varias investigaciones de cáncer primario de próstata han encontrado mutaciones somáticas y alteraciones del número de copia de copias en genes como: SPOP, FOXA1 y TP53 y alteraciones del número de copias en MYC, RB1, PTEN y CHD1.
La mayoría de la mutaciones del ADN descritas en el cáncer de próstata se adquieren durante la vida de un hombre más que haber sido heredadas antes del nacimiento. Cada vez que una célula se prepara para dividirse en dos nuevas células (mitosis), tiene que hacer una copia de su ADN. Este proceso no es perfecto y algunas veces ocurren errores. Afortunadamente, las células tienen enzimas reparadoras que corrigen defectos del ADN. Pero algunos errores pueden pasar desapercibidos, especialmente cuando las células se dividen rápidamente, aportando al ADN una mutación a una nueva célula. Incluso, han encontrado genes mutados como NCAPG, LGALS3, WWC1 y CAPN2 que han sido consecuencia de los efectos de las quimioterapias usadas para el tratamiento del cáncer. Estos genes están relacionados con resistencia a terapias o antiandrógenos. NCAPG se ha relacionado con la patogénesis del cáncer de próstata resistente a castración. LGALS3 implicado en apoptosis, inmunidad y adhesión, y estaba vinculado a la resistencia al tratamiento en cáncer de próstata. CAPN2 es una proteasa de cisteína intracelular y WWC1 se encontró en líneas celulares de cáncer de próstata resistentes a los antiandrógenos. Otro gen involucrado en la respuesta a terapia es SOX2 ya que al aumentar su expresión provoca la pérdida funcional de Tp53 y RB1 promoviendo un cambio de células epiteliales luminales dependientes del receptor androgénico a células basales independientes de este receptor, permitiendo resistencia a los antiandrógenos.
Las mutaciones de los genes BRCA1 o BRCA2 aumentan mucho el riesgo en las mujeres de desarrollar un cáncer de mama o de ovario. Los hombres con cambios en los genes BRCA pueden tener un aumento de riesgo leve a moderado de padecer un cáncer de próstata. Pero las mutaciones en los genes BRCA parece que solo tienen importancia en un pequeño número de cánceres de próstata.
La exposición a las radiaciones ionizantes o sustancias que causan cáncer pueden causar mutaciones en el ADN en muchos órganos del cuerpo, pero estos factores no han sido demostrados que sean causas importantes de mutación en las células prostáticas.
Los factores genéticos en el cáncer de próstata son importantes para evaluar el riesgo y las posibles complicaciones que se pueden presentar a lo largo del desarrollo del tumor. Si bien es cierto que hay genes mutados típicos del cáncer de próstata, también se pueden identificar genes con mutaciones en las diferentes etapas del cáncer. Estudios genómicos en cáncer de próstata metastásico ha identificado genes alterados como el receptor androgénico (AR), la proteína tumoral 53 (TP53), proteína del retinoblastoma (RB), entre otros. Por ejemplo, en un análisis genómico revelaron que pacientes con cáncer de próstata metastásico mostraban alteraciones más frecuentes en TP53. También, la señalización de AR inducida por andrógenos inhibía la expresión génica SPARCL1 (proteína secretada ácida y rica en cisteína 1) a través de la remodelación de la cromatina y facilitó la progresión del cáncer. Por otro lado, AR y la vía de señalización del receptor de andrógenos es esencial para el desarrollo y la progresión del cáncer de próstata y están involucrados en el tratamiento usando diferentes agentes terapéuticos debido a que las terapias estándar para inducir la regresión tumoral se realiza mediante la supresión de la activación de AR.